# Vanille et Chocolat
Pour plus de détails, voir Fiche technique et Distribution.
Vanille et Chocolat (Titre original : Vaniglia e cioccolato) est un film italien de Ciro Ippolito sorti en 2004.
Le film est tiré du roman homonyme de Sveva Casati Modigliani. Il a été reconnu comme film d'essai par la Direction générale pour le cinéma italienne. 

## Synopsis
Le film développe les sujets classiques de l'amour et de la vie. C'est l'histoire d'une épouse trompée, Penelope, qui, après 18 ans de mariage, ne supporte plus l'égoïsme de son mari, Andrea, qui est allé jusqu'à essayer de se faire pardonner ses infidélités en offrant un bac de glace vanille-chocolat. Enseignante au conservatoire de musique et mère de trois enfants, elle quitte le foyer conjugal après avoir découvert l'ultime trahison de son mari et retourne dans la villa de son enfance, au bord de la mer. Là, elle se prend du temps pour se consacrer à la réflexion et aux souvenirs. C'est alors qu'intervient une rencontre avec Carlos, le peintre, et que commence une brève mais intense histoire d'amour.

## Fiche technique
- Titre français : Vanille et Chocolat
- Titre original : Vaniglia e cioccolato
- Réalisation : Ciro Ippolito
- Scénario : Franco Ferrini, d'après une nouvelle de SvevaCasatiModignani
- Direction artistique : Massimo Pauletto
- Photographie : Fabio Cianchetti
- Montage : Luciana Pandolfelli
- Musique : Maurizio Abeni
- Décors : Massimiliano Nocente
- Costumes : Piero Risani
- Production : Ciro Ippolito
- Société de production : EuroluxProduzioneS.r.l
- Langue : italien
- Genre : drame
- Durée : 110 minutes
- Dates de sortie : 
  - Italie : 11 février 2004
  - France : 13 mai 2004 lors du Marché du film de Cannes

## Distribution
- Maria Grazia Cucinotta : Penelope
- Alessandro Preziosi : Andrea
- Joaquín Cortés : Carlos
- Roberta Alberti : Penelope jeune
- Serra Yilmaz : Diomira
- Ernesto Mahieux : Briganti
- Daniele Protano : Luca
- Pamela Saino : Lucia
- Licinia Lentini : Irene
- Leonardo Zanobi : Daniele
- Alberto Di Stasio : Mimì
- Fabio Fulco : Oggioni